# Cronobiologia

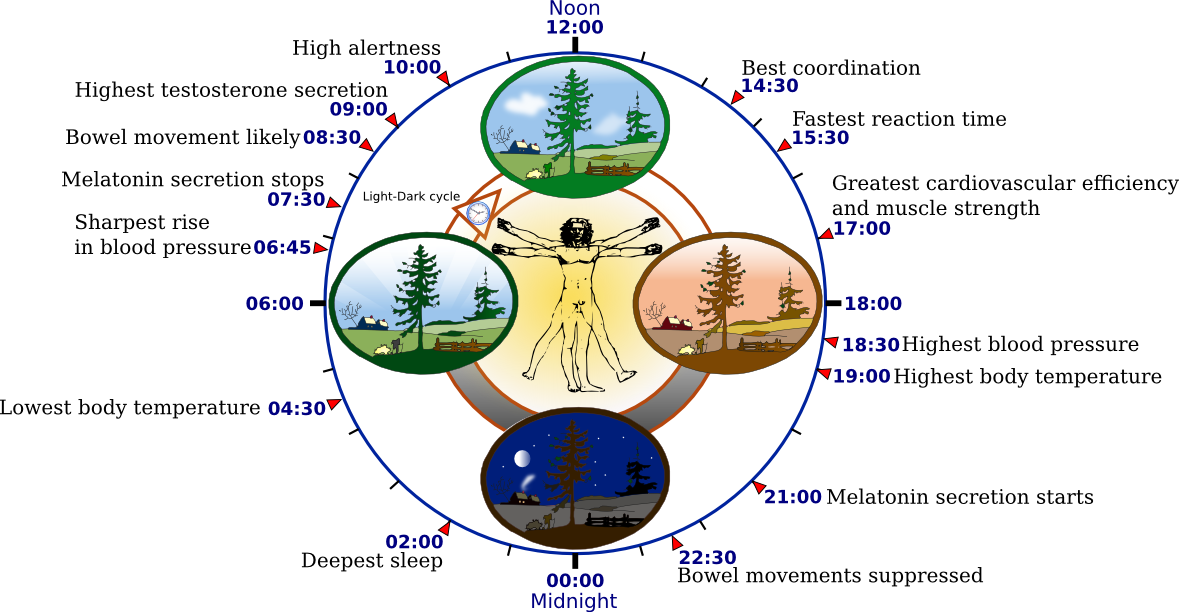
L'orologio biologico circadiano corredato da alcuni parametri fisiologici.

La cronobiologia, dal greco χρόνος chrónos ‘tempo’ e da biologia (‘studio della vita’), è una branca della biologia che studia i fenomeni periodici (ciclici) negli organismi viventi e il loro adattamento ai relativi ritmi solare e lunare. Questi cicli sono noti come ritmi biologici. I termini correlati cronomica e cronoma sono stati utilizzati in alcuni casi per descrivere sia i meccanismi molecolari coinvolti nei fenomeni cronobiologici che gli aspetti più quantitativi della cronobiologia, particolarmente quando è necessario confrontare i cicli di diversi organismi.
Gli studi cronobiologici trovano ausilio in diverse discipline come anatomia comparata, fisiologia, genetica, biologia molecolare ed etologia degli individui.

## Descrizione
Le variazioni dei tempi e della durata dell'attività biologica negli organismi viventi si verifica per molti processi biologici essenziali. Ciò si verifica negli animali (il mangiare, dormire, l'accoppiamento, l'ibernazione, la migrazione, la rigenerazione cellulare, ecc.) e nelle piante (movimenti delle foglie, reazioni fotosintetiche, ecc.).
Si individuano:
- ritmo circadiano, un ciclo di circa 24 ore, come il ciclo veglia-sonno;
- ritmo infradiano, cioè meno (infra-) frequente di 24h, e quindi più lungo di un giorno, come il ciclo mestruale, la migrazione annuale o i cicli di marea, comunemente osservati nella vita marina;
- ritmo ultradiano, più (ultra-) frequente di 24h, e quindi più corto di un giorno, come il ciclo REM di 90 minuti, il ciclo nasale di 4 ore, o il ciclo di produzione dell'ormone della crescita di 3 ore.

## Storia
Un ciclo circadiano fu inizialmente scoperto nel settecento dallo scienziato francese Jean Jacques Dortous de Mairan studiando il movimento delle foglie delle piante. Nel 1751 il botanico e naturalista svedese Carolus Linnaeus progettò un orologio floreale utilizzando certe specie diurne di piante floreali. Organizzando le specie selezionate in un modello circolare, progettò un orologio che indicava l'ora del giorno osservando quali fiori si aprivano e quali si chiudevano. Per esempio, scoprì che la pianta barba di falco apriva i fiori alle 6:30 del mattino, mentre altre specie, come le Leontodon, non aprivano i loro fiori fino alle 7 del mattino.
Nel 1924 Aleksandr Čiževskij, laureatosi alla Scuola Medica dell'Università di Mosca, pubblicò i lavori interdisciplinari "Fattori fisici dietro il processo della storia" e "Catastrofi epidemiologiche e attività periodica del Sole" studiando i cicli negli organismi viventi in rapporto col ciclo solare e col ciclo delle fasi lunari. Čiževskij sviluppò una nuova disciplina, l'eliobiologia, una branca dell'astrobiologia. Nel 1939 Čiževskij fu eletto presidente onorario del Congresso Internazionale di Fisica Biologica, in seguito alla sua pubblicazione del 1936 L'eco terrestre delle tempeste solari. Tuttavia, presto Čiževskij venne arrestato dal governo sovietico ed esiliato in Siberia durante la dittatura di Iosif Stalin. Le pubblicazioni di Čiževskij vennero censurate e la sua ricerca risalente agli anni 1930 e riguardante il rapporto tra i cicli umani circadiani e i parametri sanguigni ed elettromagnetici degli eritrociti venne proibita; essa fu pubblicata nel 1973, 40 anni più tardi. La pubblicazione di Čiževskij del 1928 intitolata "Influenza del Cosmo sulle psicosi umane" fu censurata in Unione Sovietica, sebbene nel 2003 questo lavoro fu riportato come riferimento in un articolo del Journal of Circadian Rhythms.
Il simposio del 1960 svoltosi presso il Cold Spring Harbor Laboratory sembrò definire il momento in cui i ricercatori, provenienti da campi molto differenti,  scoprirono il fatto che tutti loro stessero studiando lo stesso fenomeno. L'atteso incontro gettò le basi per il moderno sviluppo della cronobiologia.
Negli anni 1960 Patricia DeCoursey inventò la curva fase-risposta (phase response curve, PRC), un diagramma temporale che mostra l'effetto di un trattamento in grado di influenzare il ritmo circadiano (ad esempio l'insorgere del sonno in momenti diversi della giornata).
Franz Halberg dell'Università del Minnesota, che coniò il termine circadiano, è generalmente considerato tra i padri della cronobiologia moderna. Tuttavia, fu Colin Pittendrigh e non Halberg ad essere stato eletto direttore della Society for Research in Biological Rhythms negli anni 1970. Halberg chiedeva maggiore enfasi sugli aspetti umani e medici, mentre Pittendrigh aveva una formazione personale orientata maggiormente verso l'evoluzione e l'ecologia. Sotto la direzione di Pittendrigh, furono condotte ricerche su tutti i tipi di organismi, sia vegetali che animali. Più recentemente è stato difficile ottenere finanziamenti per tali ricerche su altri organismi rispetto a topi, ratti ed esseri umani.
Recentemente, la fototerapia e la somministrazione orale di melatonina sono state studiate dal Dr. Alfred J. Lewy (Oregon Health & Science University) e da altri ricercatori come metodica per tenere sotto controllo i ritmi circadiani animali e umani. Gli uomini possono essere persone mattutine o serali; tali variazioni sono chiamate cronotipi ed esistono vari strumenti di valutazione e marcatori biologici per la loro caratterizzazione.
Notevole è stato anche il contributo del biologo tedesco Jürgen Aschoff, considerato uno dei fondatori della moderna cronobiologia insieme con Franz Halberg e Colin Pittendrigh.

## Strumenti di valutazione
Nel 1976, J.A. Horne e O. Östberg svilupparono il Morningness-Eveningness Questionnaire quale strumento per stabilire se una persona possiede il maggior livello di vigilanza durante le ore diurne o serali. Nel loro articolo fecero distinzione tra persone mattutine e serali, mentre altri autori talvolta utilizzano rispettivamente i termini "allodola" e "gufo" per indicare coloro i quali rientrano nei due differenti cronotipi. Horne e Östberg notarono come, sebbene la distinzione tra tipi mattutini e serali risalga al 1900, fu solamente grazie ai lavori di Freeman-Hovland (1934) e Kleitman (1939) che iniziò la ricerca sistematica all'interno di questi differenti cronotipi. Öquist (1970) produsse un questionario svedese per distinguere i tipi serali da quelli mattutini; questo questionario fu modificato da Östberg nel 1973, ponendo le basi per il successivo Morningness-Eveningness Questionnaire di Horne and Östberg in lingua inglese. Utilizzando questo questionario, Horne e Östberg trovarono differenze statisticamente significanti tra i tipi serali e mattutini riguardo ai loro orari in cui vanno a dormire e in cui si risvegliano, ma non trovarono differenze rilevanti riguardo a una diversa durata del sonno. I due scienziati notarono anche che occorreva considerare l'età della persona per valutarne il cronotipo, notando come "l'andare a letto alle ore 23:30 può essere indicativo di un tipo mattutino all'interno di una popolazione di studenti, ma può essere maggiormente correlato a un tipo serale all'interno di un gruppo con età compresa tra i 40-60 anni". Horne e Östberg notarono anche come variano i picchi di temperatura fra tipi mattutini e serali. Dopo che questi autori elaborarono la loro scala, anche altri autori hanno sviluppato strumenti di valutazione per tali concetti, e vi sono delle prove che i tipi mattutino e serale possano effettivamente essere due tipologie separate.

## Altri campi
La cronobiologia è un campo interdisciplinare di investigazione. Essa interagisce con la medicina e con altri campi di ricerca come il jet lag, i disturbi del sonno, l'endocrinologia, la geriatria, la medicina dello sport, la medicina dello spazio e il fotoperiodismo.
La teoria non comprovata dei bioritmi, la quale afferma di descrivere un insieme di variazioni cicliche nel comportamento umano sulla base di cicli fisiologici ed emozionali, non fa parte della cronobiologia.